# 森蘭丸
森蘭丸（1565年—1582年6月21日）是日本戰國時代的武將。家系是清和源氏，即以源義隆為祖先而開創的森氏。父親是織田信長的家臣森可成，兄長有森可隆、森長可，弟弟有森坊丸、力丸、森忠政（後來的津山藩初代藩主）等人。一般資料所見的本名為長定，但也有成利、長康等說法。在當時留下的史料裡，有將他稱為亂丸、亂法師等紀錄。
蘭丸是織田信長給侍童取的名字。除了森蘭丸，日本連鎖百貨公司松坂屋的創始人伊藤祐道與其父伊藤祐廣也是出身織田信長的侍童，都被命名為蘭丸，可見信長多次以蘭丸做為侍童的名字。
森蘭丸是尾張國大名織田信長的小姓。天正十年（1582年）在甲斐武田氏滅亡後，被任命為美濃國岩村城（但信長公記記載為美濃金山城五萬石領地及一萬石知行領）的城主。同年6月2日於本能寺之變初期向信長報告重臣明智光秀叛變，戰鬥過程中，森蘭丸為安田國繼槍矛刺腹，與同為小姓的兩個弟弟森坊丸、森力丸皆戰死。據說當時信長命令蘭丸在本能寺放火。蘭丸身後葬在阿彌陀寺，戒名為月江宗春居士。

## 逸事
極受信長寵愛信任，許多信長的命令都是由蘭丸代筆發出。
據說信長惱怒明智光秀招待德川家康不周，下令森蘭丸杖責光秀。

## 流行文化
在一些電玩遊戲中，森蘭丸常被設定為貌比女性的美少年。

## 登場作品
小說
- 亂丸（德間書店、宮本昌孝（日语：宮本昌孝）著）
- 天魔亂丸（早川書房、大塚卓嗣著）
- 森蘭丸：縱橫亂世的青春（PHP研究所、八尋舜右（日语：八尋舜右）著）
- 森蘭丸（光文社、澤田藤子（日语：澤田ふじ子）著）
- 森蘭丸（大陸書房、小野稔著）

影視作品
- 敵在本能寺（1960年、松竹、演：中村萬之助（日语：中村吉右衛門 (2代目)））
- 德川家康（1964年、NET、演：清水良太）
- 太閤記（日语：太閤記 (NHK大河ドラマ)）（1965年、NHK大河劇、演：片岡孝夫（日语：片岡仁左衛門 (15代目)））
- 國盜物語（日语：国盗り物語 (NHK大河ドラマ)）（1973年、NHK大河劇、演：中島久之）
- 新書太閤記（日语：新書太閤記#新書太閤記（NETテレビ））（1973年、NET、演：太田博之）
- 影武者（1980年、東寶、演：山中康仁）
- 女太閤記（1981年、NHK大河劇、演：森下陽）
- 德川家康（1983年、NHK大河劇、演：土家歩）
- 太閤記（日语：太閤記 (1987年のテレビドラマ)）（1987年、TBS、演：林邦應）
- 春日局（1989年、NHK大河劇、演：内池學）
- 信長KING OF ZIPANGU（1992年、NHK大河劇、演：石野太呂字（日语：竜小太郎））
- 森蘭丸：戰國騰躍的若獅子（日语：森蘭丸〜戦国を駆け抜けた若獅子〜）（1993年、TVA、演：佑季良一（日语：ユキリョウイチ））
- 織田信長（日语：織田信長 (1994年のテレビドラマ)）（1994年、TX、演：大澤樹生（日语：大沢樹生））
- 豐臣秀吉 獲取天下！（日语：豊臣秀吉 天下を獲る!）（1995年、TX、演：青井敏之）
- 影武者織田信長（1996年、ANB、演：正木慎也）
- 秀吉（1996年、NHK大河劇、演：松岡昌宏）
- 家康最恐懼的人 真田幸村（日语：家康が最も恐れた男 真田幸村）（1998年、TX、演：藤田哲也（日语：藤田哲也 (俳優)））
- 利家與松（2002年、NHK大河劇、演：瑛士）
- 太閤記 被喚為猴子的男人（日语：太閤記 サルと呼ばれた男）（2003年、CX、演：上村光平）
- 國盜物語（日语：国盗り物語#新春ワイド時代劇版）（2005年、TX、演：丸山隆平）
- 信長之棺（日语：信長の棺#テレビドラマ）（2006年、EX、演：森田直幸）
- 功名十字路（2006年、NHK大河劇、演：渡邊大（日语：渡辺大））
- 明智光秀 不被神眷顧的男人（日语：明智光秀〜神に愛されなかった男〜）（2007年、CX、演：淺利陽介）
- 敵在本能寺（2007年、EX、演：本田大善）
- 寧寧：女太閤記（2009年、TX、演：河野朝哉）
- 江~公主們的戰國~（2011年、NHK大河劇、演：瀨戶康史）
- 戰國疾風傳 二人軍師（日语：戦国疾風伝 二人の軍師 秀吉に天下を獲らせた男たち）（2011年、TX、演：栩原樂人（日语：栩原楽人））
- 清須會議（日语：清須会議 (小説)#映画）（2013年、東寶、演：染谷將太）
- 信長的主廚（2013年、EX、演：永瀨廉）
- 女信長（2013年、CX、演：龍星涼）
- 信長協奏曲（2014年、CX、演：田中奏生）
- 軍師官兵衛 （2014年、NHK大河劇、演：柿澤勇人）
- 信長燃燒（日语：信長燃ゆ#テレビドラマ）（2016年、TX、演：中島裕翔）
- 信長協奏曲（2016年、東寶、演：冨田佳輔）
- 本能寺酒店（2017年、東寶、演：濱田岳）
- 麒麟來了 （2020年、NHK大河劇、演：板垣瑞生）
- THE LEGEND & BUTTERFLY（2023年、東映、演：市川染五郎）
- 怎麼辦家康（2023年、NHK大河劇、演：大西利空）

動漫畫
- 戰國鳥獸戲畫 （配音：鳥越裕貴）
- 信長老師的年幼妻子（雙葉社、紺野安須（日语：紺野あずれ）作）
- 吸吸吸吸吸血鬼 （配音：浪川大輔）

游戏
- Crash Fever
- 信長之野望系列（光荣）
- 战国无双（光荣）（配音：進藤尚美）
- 无双蛇魔（光荣）（配音：進藤尚美）
- 戰國BASARA系列（CAPCOM）
- 鬼武者3（CAPCOM）
- 戰國蘭斯（AliceSoft）
- 新楓之谷（Wizet）
- 戰國美少女（TGL）
- 靈異陰陽錄（Zynga）
- 下天之華（配音：島崎信長）
- 在茜色世界與君詠唱（GCREST（日语：ジークレスト））
- 美男戰國 - 穿越時空之戀（配音：蒼井翔太）
- 戰刻夜想曲（配音：小林裕介）
- FGO（配音：Machico)

## 外部連結
- 森氏家譜 （页面存档备份，存于）
- 森家資料調査會 （页面存档备份，存于）
- 森蘭丸(乱丸)の生涯 （页面存档备份，存于）
- 森蘭丸の肖像画、名言、年表、子孫を徹底紹介 | 戦国ガイド （页面存档备份，存于）
- 森蘭丸 (もりらんまる)とは【ピクシブ百科事典】 （页面存档备份，存于）